# Лидер меньшинства (Камбоджа)
Ли́дер оппози́ции, официально Ли́дер меньшинства́ (кхмер. ប្រធានក្រុមភាគតិច) — бывшая политическая должность в Камбодже, существовавшая с 2014 по 2017 год. Устанавливала официальный статус лидера камбоджийской оппозиции. Введена парламентом Камбоджи в ноябре 2014 года в соответствии с соглашением по урегулированию политического кризиса в стране. Упразднена в январе 2017 года в преддверии парламентских выборов, запланированных на 2018 год. За упразднение статуса проголосовала правящая Народная партия.
Занимать должность мог только глава второй по силе политической партии стране, занимавшей не менее одной четверти мест в Национальном собрании (нижней палате парламента). Лидер оппозиции иногда рассматривался как глава «теневого правительства». Несмотря на то, что эта должность не была предусмотрена действующей конституцией страны, в рамках полномочий Лидер оппозиции мог обладать тем же статусом, что и премьер-министр страны на переговорах по сохранению политической стабильности.
Первым политиком, официально вступившим в должность, стал Сам Рейнгси, председатель партии Партии национального спасения Камбоджи. Однако и до этого момента он выступал в качестве неофициального лидера камбоджийской оппозиции. В 2015 году преемником Рейнгси стал его заместитель — Кем Сокха, —который занимал эту должность в течение последующих двух лет. 31 января 2017 года Сокха был лишен всех полномочий в связи с отменой официального статуса лидера оппозиции.

## Лидеры оппозиции (с 2014 года)
| № | № | Портрет | Имя (годы жизни)    | Период полномочий | Период полномочий | Политическая партия                    |
| № | № | Портрет | Имя (годы жизни)    | Начало            | Окончание         | Политическая партия                    |
| - | - | ------- | ------------------- | ----------------- | ----------------- | -------------------------------------- |
|   | 1 |         | Сам Рейнгси (1949–) | 22 января 2015    | 16 ноября 2015    | Партия национального спасения Камбоджи |
|   | 2 |         | Кем Сокха (1953–)   | 16 ноября 2015    | 31 января 2017    | Партия национального спасения Камбоджи |